# Дона Бояджиева
Дона Колева Бояджиева е български скулптор.

## Биография
Родена е на 23 април 1911 година в Стара Загора. През 1937 година завършва Художествената академия в София, в класа по „Скулптура“ на Иван Лазаров.
Изявява се в скулптурната композиция и портрета. Нейни по-известни творби са:
- „Глава на артиста Ст. Киров“ (1935);
- „Глава на Т. Павлов“ (1936);
- „Кооператорка“ (1946);
- „Бюст на академик Державин“ (1947);
- „Глава на селянче“ (1953);
- „Българо-съветска дружба“ (1960);
- „Бунтът на жените 1918“ (1963);
- „Бюст на партизанка“ (1967);
- „Майка“ (1968);
- „Майчина ласка“ (1969);
- „Селска девойка“ (1973).[1]

Нейно дело е „Паметник на загиналите партизани“ в Пещера, издигнат през 1953 година. Нейни скулптури са притежание на Националната художествена галерия и закрития Музей на българо-съветската дружба, чиято колекция е предадена на Националния исторически музей.
През 1962 година е удостоена с орден „Кирил и Методий“ – I степен.
Умира на 18 септември 1975 година.